# Nathalie Galitzine
Pour les articles homonymes, voir Galitzine.
La princesse Nathalie Galitzine (en russe : Наталья Петровна Голицына, Natalia Petrovna Golitsyna), née comtesse Tchernycheva le 17 janvier 1741 et morte à presque 97 ans le 20 décembre 1837 à Saint-Pétersbourg, est une princesse russe qui inspira Alexandre Pouchkine pour son personnage de La Dame de pique.

## Biographie
La princesse est la fille de l'ambassadeur Pierre Tchernychev (1712-1773) et de son épouse, née princesse Ekaterina Andreïevna Ouchakova. Son père fait partie de cette élite récente qui a apparu autour de Pierre le Grand, son grand-père étant ordonnance de l'empereur. Elle reçoit, ainsi que sa sœur cadette Daria, une parfaite éducation et voyage beaucoup dans sa jeunesse à Berlin et à Paris notamment, où elle est reçue à Versailles. Elle devient demoiselle d'honneur de Catherine II en 1762. Celle-ci lui offre une médaille d'or pour un bal masqué de 1766, où elle s'est fait remarquer par sa grâce. Plus tard, au cours d'un autre voyage, elle est présentée en 1783 à la reine Marie-Antoinette. Les courtisans l'appellent la Vénus moscovite. Elle reste à la cour de Versailles jusqu'en 1789, lorsque l'impératrice rappelle les aristocrates russes en Russie, à cause de la Révolution française. Elle est dame d'honneur en 1806.
Fort énergique, la princesse est consciente des prérogatives de son rang, et reçoit les membres de la famille impériale. Son fils, le général-prince Dimitri Vladimirovitch, ne peut s'asseoir en sa présence que si elle lui en donne la permission, alors qu'il est gouverneur de Moscou...
Jeune femme, elle est considérée comme jolie, mais dans son grand âge, la jeunesse impertinente la surnomme (en français, langue de l'aristocratie) la princesse Moustache. Selon la tradition familiale, il est rapporté que son petit-fils, joueur de cartes invétéré, demandait fréquemment à sa grand-mère d'éponger ses dettes. Elle-même avait connu dans sa jeunesse le comte de Saint-Germain qui lui aurait selon la légende, reprise par Pouchkine dans son œuvre, donné le secret des trois cartes gagnantes au jeu du pharaon. Cette histoire a dû impressionner le jeune Alexandre Pouchkine, dont le domaine familial de Zakharovo se trouvait juste à côté de celui de la princesse, le château de Viaziomy à côté de Moscou. 
Faisant cultiver la pomme de terre dans ses terres, elle s'intéresse aux nouvelles méthodes d'agriculture. À ce titre, elle est nommée membre honoraire de la société scientifique.
La princesse mourut presque centenaire, survivant de peu au poète. On ne l'appelait pas encore La Dame de pique à Pétersbourg. Lorsqu'elle mourut, son palais du N°10 rue Malaïa Morskaïa, fut acheté par le ministre de la guerre, son neveu, le prince Alexandre Tchernychev (1786-1857) et reçut ensuite le surnom de palais de la Dame de pique.

## Famille

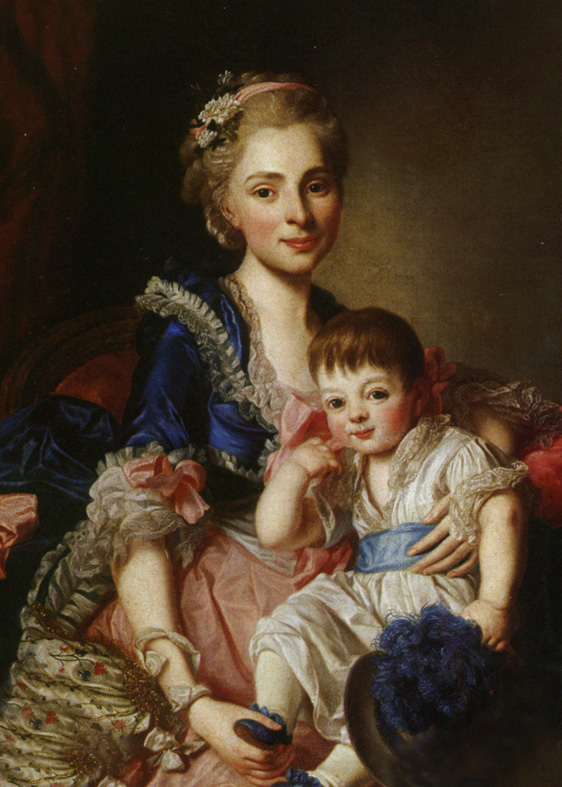
La princesse avec son fils Pierre (1768)

De son mariage avec le prince Vladimir Borissovitch Galitzine, elle eut six enfants: Pierre (1767-1773), Boris (1769-1813), Catherine (1770-1854) - épouse du comte Stepan Stepanovitch Apraxine, Dimitri (1771-1844) et Sophie (1774-1845), épouse du général-comte Paul Stroganov (1774-1817).